# Urucumania
Urucumania é um gênero de insetos da ordem Phasmatodea, sendo, portanto, conhecidos popularmente como bicho-pau. Devido a capacidade de expelir uma substância ardida, são conhecidos como "mijão" no Nordeste do Brasil.
O gênero ocorre em todas as regiões do Brasil, bem como na Bolívia e Paraguai.

## Etimologia
O gênero recebe este nome em homenagem ao Maciço do Urucum, no Pantanal, Brasi, por ser o local onde foram coletadas fêmeas de Urucumania urucumana.

## Taxonomia
O gênero pertence à tribo Anisomorphini. O gênero foi descrito por Zompro, em 2004, quando o autor importou as espécies Urucumania urucumana (Giglio-Tos, 1910) e Urucumania borellii (Giglio-Tos, 1897) de outros gêneros.
Em 2024, o gênero sofreu uma expansão, com treze novas espécies descritas e duas sendo importadas de outro gênero. Dentre as novas espécies, três homenagearam divulgadores científicos: U. varellai, U. pirulai, U. atilai, homenageando, respectivamente, Drauzio Varella, Pirula e Atila Iamarino.

## Espécies
Ghirotto e colaboradores, em 2024, apontaram 17 espécies como pertencentes ao gênero. Em parêntesis, o local de ocorrência de cada. 
- Urucumania albopunctata (Santa Cruz, Buena Vista, Bolívia)
- Urucumania atilai (São Miguel Arcanjo e Iperó, São Paulo, Brasil)
- Urucumania borelli (Brasil e Paraguai)
- Urucumania brasil (Loreto, Maranhão, Brasil)
- Urucumania candanga (Brasília, Distrito Federal, Brazil).
- Urucumania dentata (Paraguai)
- Urucumania dilatata (Umburanas e Sento Sé, Bahia, Brasil),
- Urucumania guadanuccii (Diamantina, Minas Gerais, Brasil)
- Urucumania intervalica (Ribeirão Grande e Tapiraí, São Paulo, Brasil)
- Urucumania nigrovittata (Paraguai)
- Urucumania oriomadeirensis (Itaituba e Xinguara, Pará, e Itacoatiara, Amazonas, Brasil)
- Urucumania pirulai (Parauapebas, Pará, Brasil)
- Urucumania rasocatarinensis (Jeremoabo, Bahia, Brasil)
- Urucumania sertaneja (Piranhas, Alagoas, e Natal, Rio Grande do Norte, Brasil),
- Urucumania tapirape (Barra do Tapirapé, Mato Grosso, Brasil)
- Urucumania urucumana (Paraguai)
- Urucumania varellai (Abel Figueiredo, Pará, Brasil)